# Дні музики в Донауешінґені
Дні музики в Донауешінґені (нім. Donaueschingene Musiktage) — фестиваль нової музики, що проходить щороку в жовтні в містечку Донауешінґені, Німеччина. Заснований у 1921 році і є найстаршим фестивалем сучасної музики у світі, а також залишається одним із найбільш відомих і престижних фестивалів. 

## Історія

### Заснування, 1921—1933 роки
Фестиваль започаткований в Німеччині у 1921 році під патронатом князів Фюрстенбергів, зокрема князя М. Егона. На початку своєї діяльності мав назву «Доунаштиґенські камерні концерти підтримку сучасної музики» (нім. «Kammermusik-Auffurungen zur Forderung zeitgenossischer Tonkust») і впродовж 1920-х років був осередком камерної музики. Мав чималий резонанс у ЗМІ. Музичний директор князя Егона Г.Букард писав про заснування фестивалю наступне:
|  | ...вперше молоде мистецтво, лише в йому властивих межах, отримало систематичну підтримку. |

### 1934—1949 роки
У 1934—1938 роках, у період перебування при владі націонал-соціалістів, фестиваль змінив назву на «Нову німецьку національну музику», і відповідно до нового формату мав популяризувати нову музику націонал-соціалістичних стандартів. Після Другої світової війни фестиваль занепав і перетворився на локальну подію. 

### 1950—1969 роки
Відродження фестивалю у традиціях 1921—1926 років відбулось тільки у 1950 році завдяки підтримці Південнонімецького радіо (Sudrudfunk).